# Mamillenrekonstruktion
Als Mamillenrekonstruktion wird die chirurgische Wiederherstellung (Rekonstruktion) der Brustwarze bezeichnet. Der Eingriff wird häufig als Folgeeingriff einer Brustrekonstruktionen nach Brustentfernung aufgrund von Brustkrebs durchgeführt.
Es existieren zahlreiche Techniken.

## Tätowierung
Schnell und mit sehr wenig Risiken. Es fehlt allerdings die Vorwölbung der Brustwarze und bei schlechten Tätowierern kann das Ergebnis auch weniger schön sein.

## Nipple sharing
Bei Patientinnen mit großen und normal geformten Brustwarzen kann ein Teil der gesunden Seite auf die rekonstruierte Brust frei verpflanzt werden. Diese Technik führt bei den meisten Patientinnen zu einem dauerhaft guten Ergebnis, kann aber bei sehr kleinen Brustwarzen oder eingezogenen Warzen erschwert sein, da die Größe der gesunden Brustwarze durch den Eingriff reduziert wird.

## Lokale Lappenplastiken
Hierbei erfolgt die Rekonstruktion der Brustwarze durch Verschiebung von ortsständigem Gewebe (z. B. "Skate flap"). In den postoperativen Monaten kann ein Volumenverlust von bis zu 50 % eintreten. Deshalb wird bei der präoperativen Markierung die zu erwartende Schrumpfung immer berücksichtigt. Auch bei beidseitiger Rekonstruktion möglich.

## Warzenhof
Gleichzeitig zur Mamillenrekonstruktion erfolgt immer auch die Rekonstruktion des Warzenhofs (Areole). Dies erfolgt häufig durch freie Verpflanzung von Haut aus der Leiste an der Grenze zum Genitalbereich. Die Haut ist nach Verpflanzung zumeist dunkler und ähnelt daher der ursprünglichen Areole. Alternativ kann auch tätowiert werden. Der Tätowierer Horst Streckenbach war der erste Tätowierer, der bereits 1976 nach einer Mammakarzinom-Operation derartige Arbeiten vorgenommen hat. Der Vorgang wurde als „Streckenbach-Technik“ in die med. Literatur übernommen. Im Jahr 1983 trat eine Braunschweiger Klinik für Plastische Chirurgie an Streckenbachs Schüler Manfred Kohrs heran, um für eine Brustrekonstruktion den Brustwarzenhof zu tätowieren. In der Folgezeit führte Kohrs mehrfach derartige Arbeiten aus, belieferte Kliniken mit entsprechendem Gerät und schulte Mediziner an.